# 1914 au Yukon
Chronologie du Yukon
- 1910
- 1911
- 1912
- 1913
- 1914
- 1915
- 1916
- 1917
- 1918

Cette page concerne des événements d'actualité qui se sont produits durant l'année 1914 dans le territoire canadien du Yukon.

## Politique
- Commissaire : George Black
- Commissaire de l'or : George P. MacKenzie
- Législature : 2e